# Mîkolaiivka, Prîazovske
Mîkolaiivka (în ucraineană Миколаївка) este un sat în comuna Hannivka din raionul Prîazovske, regiunea Zaporijjea, Ucraina.

## Demografie
Componența lingvistică a localității Mîkolaiivka
     Rusă (55,88%)
     Bulgară (37,75%)
     Ucraineană (6,21%)
Conform recensământului din 2001, majoritatea populației localității Mîkolaiivka era vorbitoare de rusă (55,88%), existând în minoritate și vorbitori de bulgară (37,75%) și ucraineană (6,21%).